# Iszmáil marokkói szultán
Múláj Iszmáíl ibn as-Saríf (arabul: مولاي إسماعيل بن الشريف), (szül. 1634 vagy 1646 – megh. 1727. március 22.) Marokkó szultánja 1672-től haláláig.

## Származása
Iszmail apja Mohammed Ali Sarif (1631-1635), a Marokkótól délre fekvő Tafilalet-oázis vezetője volt. Fivérei, előbb Mohammed, majd al-Rasid sikeresen meghódították Marrakest, majd 1666-ban Fezt. Al-Rasid ekkor szultánná kiáltotta ki magát és megalapította az ország Alavita-dinasztiáját. 1672-ben al-Rasid leesett a lováról és sérüléseibe belehalt. Utóda féltestvére, Fez addigi helytartója, Iszmail lett.

## Uralkodása

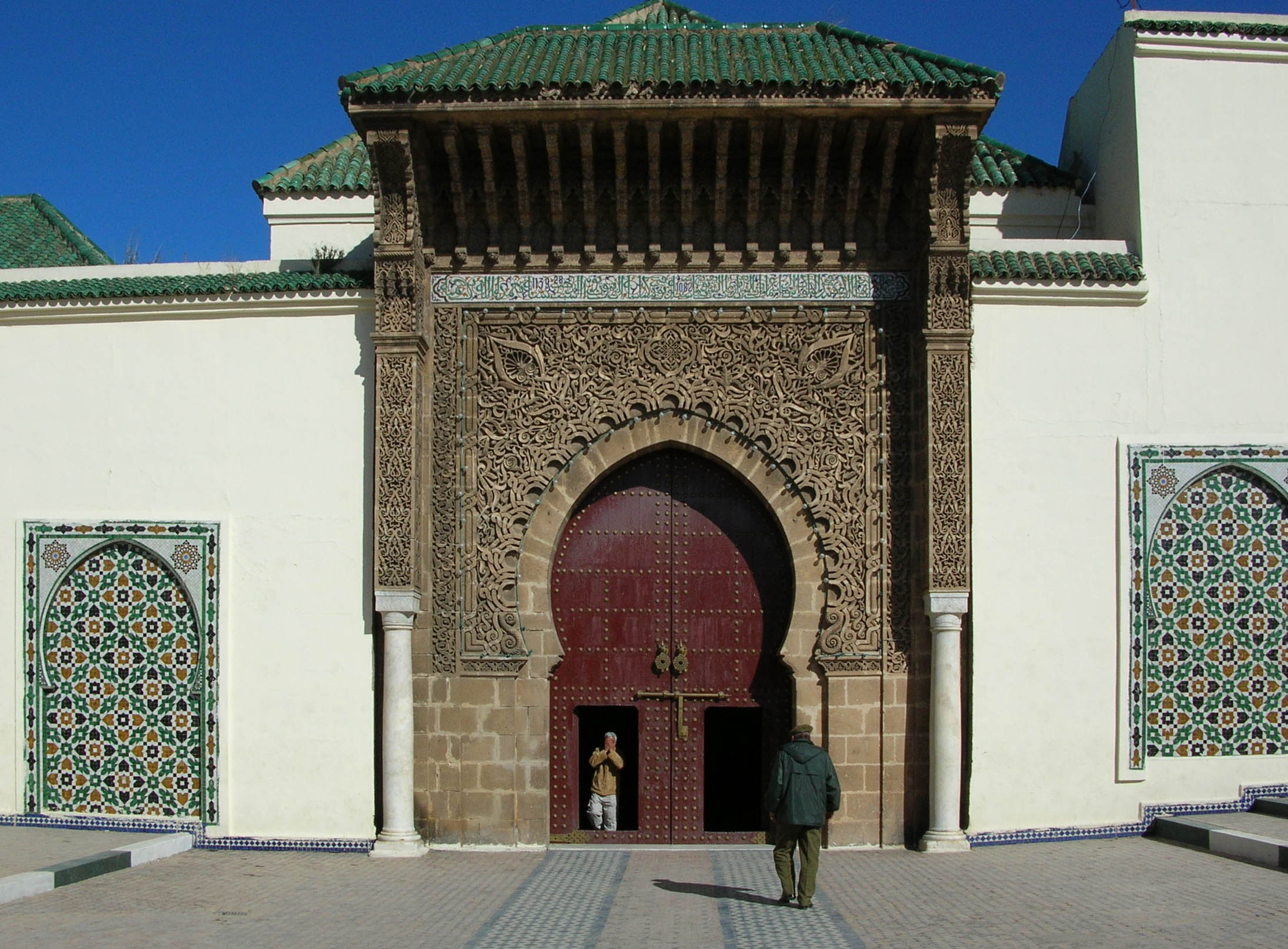
Mulaj Iszmail mauzóleumának bejárata Meknèsben.

Iszmail frissen meghódított, lázongó országot örökölt. Tizenöt évébe telt, hogy kegyetlen és elnyomó politikával megszüntesse trónkövetelő rokonai és a berber törzsek ellenállását és ténylegesen is egyesítse Marokkót. Mivel a berberekben és a helyi arabokban nem bízott, létrehozta saját hadseregét, a kizárólag tőle függő, néger rabszolgákból álló Fekete Gárdát, melyet fokozatosan erősített és létszáma végül elérte a 150 000 főt.
Az első öt évben fivére, a tafilaleti al-Harran és Marrakest megszálló unokaöccse, Ahmad ibn Muhraz ellen vívott háborút. 1677-ben sikerült végre kétéves ostrom után elfoglalnia és kifosztania Marrakest. A következő 12 évben konfliktusa az ország Sous régióját uraló két rokonával hol elcsitult, hol fellángolt, de teljesen csak 1687-re szűnt meg. Ekkor már mindkét ellenfele halott volt és Mulaj Iszmail elfoglalta az ellenállás fészkét, Taroudant városát, amelynek minden lakosát lemészároltatta.
1681-ben visszafoglalta Mehdia (La Mamora) városát a spanyoloktól. 1684-ben visszakerült uralma alá az angol megszállás alatt levő Tanger, majd 1689-ben Larache-t (El Araich) vette vissza a spanyoloktól majd 1691-ben Arsilát a portugáloktól. Mazagan (El-Jadida) kivételével Marokkó teljes atlanti partvidékéről kiűzte a keresztény hódítókat. A földközi-tengeri spanyol enklávék (Melilla, Ceuta, Peñón de Alhucemas, Peñón de Vélez de la Gomera) azonban visszaverték többszöri ostromkísérleteit.
Iszmail két sikertelen hadjáratot vezetett az oszmán uralom alatt levő Algír ellen. Először 1692-ben, majd 1701-ben próbálkozott, ám mindkét alkalommal vereséget szenvedett és másodszorra majdnem fogságba esett.
Iszmail követeket küldött az európai hatalmakhoz a kereskedelmi kapcsolatok felvétele céljából. 1682-ben barátsági szerződést kötött Franciaországgal, mely mindkettőjük közös ellensége, Spanyolország ellen irányult. Együttműködésük 1701-ig, a spanyol örökösödési háború kirobbanásáig tartott. 

## Építkezései

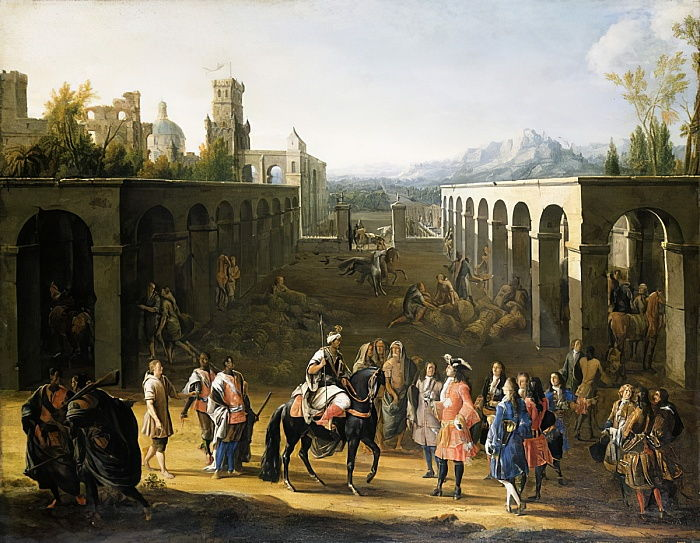
Iszmail szultán fogadja XIV. Lajos követét (Pierre-Denis Martin, 1693).

Még trónra lépésének évében belefogott egy új főváros, Meknès felépítésébe. A 25 000 rabszolga által épített város épületeihez a közeli római romvárosból, Volubilisből hozták a faragott követ és márványt. Az újonnan emelt nagyszabású főváros, a "marokkói Versailles" miatt Mulaj Iszmailt gyakran hasonlították kortársához, XIV. Lajoshoz, akinek házasságon kívül született lányát, Marie Anne de Bourbont feleségül is kérte (sikertelenül). A szultán 76 új erődöt is építtetett amelyek a főútvonalakat védték a hegyi törzsek támadásaitól és Meknèst is 25 km-es védőfalként vették körbe.   

## Személyisége
Mulaj Iszmailnak állítólag 500 felesége és ágyasa volt, akiktől 888 gyermeke született. 1703-ban 525 fiát és 342 lányát számolták össze, 1721-ben pedig a 700-adik fia is megszületett. Ezzel a Guinness Rekordok Könyve szerint világrekorder. A kortársak a Vérszomjas melléknevet adták neki kegyetlen, despotikus természete miatt. Dührohamaiban sokszor kivégeztette szolgáit, vagy akár saját maga döfte át őket egy lándzsával. Az ellentmondást nem tűrte, a lázadókat tömegesen kivégeztette,  földjeiket pedig pusztasággá változtatta. Városai falaira tízezer leölt ellenségének a fejét helyeztette.
Mulaj Iszmail ibn Sarif 1727-ben halt meg, több, mint nyolcvan (vagy kilencven) évesen. Halála után fiai között véres viszály tört ki az örökségért és gyors egymásutánban váltották egymást a trónon.

## Fordítás
- Ez a szócikk részben vagy egészben  az   Ismail Ibn Sharif című angol Wikipédia-szócikk ezen változatának fordításán alapul.  Az eredeti cikk szerkesztőit annak laptörténete sorolja fel. Ez a jelzés csupán a megfogalmazás eredetét és a szerzői jogokat jelzi, nem szolgál a cikkben szereplő információk forrásmegjelöléseként.
- Ez a szócikk részben vagy egészben  a(z)   Мулай Исмаил ибн Шериф című orosz Wikipédia-szócikk ezen változatának fordításán alapul.  Az eredeti cikk szerkesztőit annak laptörténete sorolja fel. Ez a jelzés csupán a megfogalmazás eredetét és a szerzői jogokat jelzi, nem szolgál a cikkben szereplő információk forrásmegjelöléseként.